# Power Rangers
Power Rangers is een Amerikaanse liveactiontelevisieserie die sinds 28 augustus 1993 wordt uitgezonden. De serie werd van 1993 tot 2001 geproduceerd door Saban Entertainment, van 2002 tot 2009 door Disney en sinds 2010 weer door Saban Entertainment. Productie vond tijdens de Saban-jaren plaats in de Verenigde Staten, en tegenwoordig in Nieuw-Zeeland.
Power Rangers is gebaseerd op de Japanse Super Sentai-series. Echter, de serie is geen nasynchronisatie van Super Sentai, maar een compleet nieuwe productie met Amerikaanse acteurs in de hoofdrollen, afgewisseld met beeldmateriaal uit de Sentai-series. Ook wordt het verhaal vaak wat aangepast om meer aan te sluiten bij een westers publiek. Veel van het speelgoed, vooral de zords (enorme robots), wordt vaak rechtstreeks overgenomen uit Japan en wordt geproduceerd door Bandai.
De serie stond gedurende de eerste drie seizoenen bekend als Mighty Morphin Power Rangers. Daarna kreeg de serie elk seizoen een andere naam, beginnend met Power Rangers: Zeo, en werd Power Rangers de algemene overkoepelende naam voor de gehele serie.

## Geschiedenis

### Start
Saban Entertainment had voor 1993 al een tijdje het idee om de Japanse Sentai shows om te zetten naar een Amerikaanse show. De eerste keus van het bedrijf was Choujin Sentai Jetman. Saban maakte een paar afleveringen en liet die door een testpubliek keuren. Daar het testpubliek de afleveringen afkeurde ging het plan voor een complete serie niet door.

### Saban-jaren
In tegenstelling tot bij de Super Sentai-series probeerde Saban van Power Rangers een doorlopende serie te maken. Gedurende de eerste zes seizoenen van de serie was elk nieuw seizoen een direct vervolg op het vorige, vaak met voor een groot deel dezelfde acteurs. Power Rangers: In Space (1998) was de laatste serie waarbij dit werd gedaan. Omdat de serie door de slechte kijkcijfers van het seizoen ervoor dreigde te moeten stoppen, werd de doorlopende verhaallijn in "In Space" tot een einde gebracht. Tevens werden in dit seizoen alle losse eindjes van de vorige seizoenen aan elkaar geknoopt.
Toen de serie toch een zevende seizoen kreeg, besloot Saban om niet weer met een doorlopend verhaal te beginnen. Dit seizoen, Power Rangers: Lost Galaxy, nam daarom al meer afstand van de voorgaande seizoenen. Zo had dit seizoen een nieuw team, thema en verhaal. Wel vertoonde Power Rangers: Lost Galaxy nog kenmerken van eerdere series. Zo gebruiken de Galaxy Rangers het Astro Megaship uit Power Rangers: In Space, was Alpha 6 nog steeds hun helper en waren Bulk en Professor Phenomonous (personages uit het voorgaande seizoen) verspreid over het seizoen te zien. Boven alles kwam Karone (voorheen Astronema, hoofdschurk in In Space) terug in de rol van Roze Galaxy Ranger.
Vanaf het achtste seizoen, Power Rangers: Lightspeed Rescue, stapte Saban met Power Rangers over op hetzelfde concept als Super Sentai; met in elk seizoen een vrijwel geheel opzichzelfstaand verhaal en een nieuw team.

### Overname door Disney
In 2001, halverwege het seizoen Power Rangers: Wild Force, werd de Power Rangers-franchise overgenomen door Walt Disney Company als onderdeel van de verkoop van het Fox Family-kanaal. Aanvankelijk wilde Disney de serie niet voortzetten daar de productiekosten te hoog waren. Power Rangers: Wild Force zou het laatste seizoen worden. Producers Doug Sloan en Ann Austin slaagden er echter in een deal te maken met Village Roadshow in Nieuw-Zeeland om de productie van Power Rangers daarheen te verhuizen. Opnames in Nieuw-Zeeland waren stukken goedkoper dan in de Verenigde Staten, dus zette Disney de serie toch voort met Power Rangers: Ninja Storm.
In 2007 besloot Disney wederom dat de productiekosten te hoog dreigden te worden. Disney kwam hierop met het idee voor een Power Rangers-animatieserie, dat echter werd verworpen.

### Annulering en terugkoop door Saban
In maart 2009 werd aangekondigd dat Power Rangers na zeventien seizoenen zou stoppen. In plaats van een nieuw seizoen zond Disney in 2010 bij wijze van alternatief achttiende seizoen de eerste 32 afleveringen van de originele serie, Mighty Morphin Power Rangers, opnieuw uit in een geremasterde vorm.
Halverwege 2010 kocht Saban de rechten op Power Rangers weer terug van Disney met het plan de serie alsnog een nieuw seizoen te geven. Deze werd in 2011 uitgezonden op Nickelodeon. Tevens werd aangekondigd dat Saban een nieuwe Power Rangers-film wil uitbrengen. De titel van dit seizoen luidt Power Rangers Samurai.

## Verhaal
Power Rangers volgt qua verhaal hetzelfde principe als Super Sentai: Een vijand (meestal een buitenaards leger of een eeuwenoud kwaad) bedreigt de aarde. Om deze vijand te verslaan, krijgt een team van meestal vijf personen op magische of technische manier superkrachten, waardoor zij kunnen transformeren in sterke krijgers. Net als in Super Sentai dragen de helden gekleurde spandex kostuums en gebruiken ze vechtsport samen met geavanceerde wapens. Ook de enorme robots uit de Sentai Series worden in Power Rangers gebruikt, al worden die daar over het algemeen Zords genoemd (vernoemd naar Zordon, de mentor van de Power Rangers in de eerste vijf seizoenen).
In tegenstelling tot Super Sentai vinden alle Power Rangers seizoenen plaats binnen hetzelfde fictieve universum. De seizoenen Mighty Morphin Power Rangers tot Power Rangers in Space sluiten direct op elkaar aan en in bijna elk seizoen daarna vindt een zogeheten "team-up" plaats waarin het team van dat jaar het team van het vorige jaar ontmoet. In Power Rangers: Wild Force vond zelfs een speciale team-up plaats tussen alle rode rangers van de vorige seizoenen ter viering van het tienjarig bestaan van de show. Deze aflevering was Forever Red. In Power Rangers: Operation Overdrive vond een tweedelige team-up plaats met vijf verschillende rangers uit voorgaande seizoenen. Dit was Once a Ranger.

## Seizoenen
| Naam                                                                                               | Jaar        | Gebaseerd op                           |
| -------------------------------------------------------------------------------------------------- | ----------- | -------------------------------------- |
| Mighty Morphin Power Rangers                                                                       | 1993 – 1995 | Kyouryuu Sentai Zyuranger (1e seizoen) |
| Mighty Morphin Power Rangers                                                                       | 1993 – 1995 | Gosei Sentai Dairanger (2e seizoen)    |
| Mighty Morphin Power Rangers                                                                       | 1993 – 1995 | Ninja Sentai Kakuranger (3e seizoen)   |
| Mighty Morphin Alien Rangers (miniserie binnen het derde seizoen van Mighty Morphin Power Rangers) | 1996        | Ninja Sentai Kakuranger                |
| Power Rangers: Zeo                                                                                 | 1996        | Chouriki Sentai Ohranger               |
| Power Rangers: Turbo                                                                               | 1997        | Gekisou Sentai Carranger               |
| Power Rangers: In Space                                                                            | 1998        | Denji Sentai Megaranger                |
| Power Rangers: Lost Galaxy                                                                         | 1999        | Seijuu Sentai Gingaman                 |
| Power Rangers: Lightspeed Rescue                                                                   | 2000        | Kyuukyuu Sentai GoGo-V                 |
| Power Rangers: Time Force                                                                          | 2001        | Mirai Sentai Timeranger                |
| Power Rangers: Wild Force                                                                          | 2002        | Hyakujuu Sentai Gaoranger              |
| Power Rangers: Ninja Storm                                                                         | 2003        | Ninpuu Sentai Hurricanger              |
| Power Rangers: Dino Thunder                                                                        | 2004        | Bakuryuu Sentai Abaranger              |
| Power Rangers: S.P.D. (Space Patrol Delta)                                                         | 2005        | Tokusou Sentai Dekaranger              |
| Power Rangers: Mystic Force                                                                        | 2006        | Mahou Sentai Magiranger                |
| Power Rangers: Operation Overdrive                                                                 | 2007        | GoGo Sentai Boukenger                  |
| Power Rangers: Jungle Fury                                                                         | 2008        | Jūken Sentai Gekiranger                |
| Power Rangers: RPM                                                                                 | 2009        | Engine Sentai Go-onger                 |
| Power Rangers: Samurai                                                                             | 2011        | Samurai Sentai Shinkenger              |
| Power Rangers Super Samurai (vervolg Power Rangers Samurai)                                        | 2012        | Samurai Sentai Shinkenger              |
| Power Rangers Megaforce                                                                            | 2013        | Tensou Sentai Goseiger                 |
| Power Rangers Super Megaforce (vervolg Power Rangers MegaForce)                                    | 2014        | Kaizoku Sentai Gokaiger                |
| Power Rangers Dino Charge                                                                          | 2015        | Zyuden Sentai Kyoryuger                |
| Power Rangers Dino Super Charge (vervolg Power Rangers Dino Charge)                                | 2016        | Zyuden Sentai Kyoryuger                |
| Power Rangers Ninja Steel                                                                          | 2017        | Shuriken Sentai Ninninger              |
| Power Rangers Super Ninja Steel (vervolg Power Rangers Ninja Steel)                                | 2018        | Shuriken Sentai Ninninger              |
| Power Rangers Beast Morphers                                                                       | 2019-2020   | Tokumei Sentai Go-Busters              |
| Power Rangers Dino Fury                                                                            | 2021-2022   | Kishiryu Sentai Ryusoulger             |
| Power Rangers Cosmic Fury                                                                          | 2023        | Uchu Sentai Kyuranger                  |

### Films
In totaal zijn er drie Power Rangers films uitgebracht:
- Mighty Morphin Power Rangers: The Movie: de eerste film. Deze had echter niets te maken met de serie maar speelde zich af in een alternatief universum.
- Turbo: A Power Rangers Movie: deze film diende als overgang van Power Rangers: Zeo naar Power Rangers: Turbo.
- Power Rangers, uitgebracht in 2017.
- Mighty Morphin Power Rangers: Once & Always, uitgebracht op 19 april 2023

## Productie

### Samenstelling aflevering
Power Rangers is een combinatie van Japans en Amerikaans beeldmateriaal. Voor de rangers in hun dagelijkse leven worden Amerikaanse acteurs gebruikt, maar voor de gevechtsscènes (vooral met de Zords) wordt beeldmateriaal uit de Japanse Super Sentai serie van het jaar daarvoor gebruikt.
Af en toe worden er wel nieuwe gevechtsscènes toegevoegd gefilmd in Amerika. Vaak betreft dit alleen gevechtsscènes voor de rangers, maar soms worden er zelfs nieuwe Zord gevechten gefilmd.
In de eerdere seizoenen was vaak nog duidelijk te zien wanneer er werd overgeschakeld van Power Rangers naar Super Sentai, doordat het beeld dan wat donkerder werd. Tegenwoordig is dit niet meer het geval.

### Verhaallijn
De mate waarin een Power Rangers seizoen het verhaal van de Sentai-serie waarop hij gebaseerd is volgt varieert sterk. Sommige seizoenen zoals Power Rangers: Lost Galaxy en Power Rangers: RPM hebben een compleet nieuw verhaal, terwijl andere seizoenen zoals Power Rangers: Wild Force vrijwel alles letterlijk overnemen uit de Sentai-serie. Dit heeft vaak te maken met het feit dat sommige Sentai-series typisch Japanse elementen bevatten die bij een westers publiek doorgaans niet bekend zijn.

### Belangrijkste verschillen
Een van de belangrijkste verschillen tussen Super Sentai en Power Rangers is de mate van geweld. In de Super Sentai shows is het geweld realistischer, in die zin dat de helden vaak zelf gewond raken, soms tot bloedens toe. Ook is het al een aantal keer voor gekomen dat een van de helden voor het eind van de serie sterft. In Power Rangers is het tot nu toe maar een keer voorgekomen dat een van de rangers sterft. Namelijk in Power Rangers: Lost Galaxy.
Verder heeft Power Rangers vaak een minder ingewikkeld plot dan Super Sentai.

### Amerikaanse toevoegingen
Hoewel het meeste uit Power Rangers direct is overgenomen uit Super Sentai zijn er een paar dingen wel Amerikaans:
- In bijna elk Power Rangers seizoen komt een vijand voor die er voor de Amerikaanse versie bij is bedacht en geen Super Sentai tegenhanger heeft.
- Sinds Power Rangers: In Space krijgt de rode ranger van elk team halverwege de serie een speciale power-up, vaak battlizer genoemd. Deze komen in de Japanse versie niet voor. Enige uitzondering is de battlizer uit Power Rangers: SPD, die door Toei werd overgenomen voor de Dekaranger vs. Magiranger team-up. Alleen Power Rangers: Jungle Fury brak met deze traditie.
- Soms worden er voor Power Rangers zelfs compleet nieuwe rangers bijbedacht, welke niet voorkomen in de Sentaiseries. In Power Rangers: Lightspeed Rescue (2000) kwam de Titanium Ranger voor als zesde lid van het team. Dit was de eerste geheel Amerikaanse ranger. In Power Rangers: S.P.D. kwam een compleet team van vijf extra rangers voor, de A-Squad. In Power Rangers: Jungle Fury deden drie nieuwe rangers mee en in het speelgoed van Power Rangers: RPM waren 3 nieuwe rangers.

## Achtergrond

### Power Ranger
Een Power Ranger is een individu die kan transformeren in een superheld met behulp van een apparaat genaamd een "morpher" (letterlijk te vertalen als "omvormer"). Deze held draagt altijd een kostuum in een specifieke kleur. Dit kostuum is gemaakt van spandex, en altijd voorzien van een helm die het gehele gezicht bedekt. De kostuums verschijnen en verdwijnen altijd spontaan als de ranger transformeert of detransformeert. Een transformatie kan ook ongedaan worden gemaakt door een sterke fysieke aanval. Op de kleurverschillen en soms de bouw van de helm na zijn de kostuums van alle rangers in een team identiek.
Hoewel de verschillende rangerteams allemaal andere krachtbronnen en morphers gebruiken, hebben ze een ding gemeen: ze zijn allemaal verbonden met de "Universal Morphin Grid". Wat deze Morphin Grid precies is wordt in de series niet onthuld, maar vast staat is dat de Morphin Grid de ware krachtbron is van alle rangers. Hun afzonderlijke Morphers en krachtbronnen zijn hier allemaal op aangesloten. Als deze verbinding wordt verbroken, verliest een ranger zijn krachten (wat onder andere te zien is in de aflevering Once a Ranger).
In getransformeerde vorm beschikt een ranger over bovenmenselijke kracht, uithoudingsvermogen en snelheid. Soms heeft een ranger ook buiten zijn getransformeerde vorm om een speciale gave. De kostuums van een ranger zijn vrijwel onverwoestbaar en bieden bescherming tegen de meeste fysieke aanvallen.
Rangers opereren meestal in teams van vijf, waar later in de serie een zesde teamlid bij komt. Andere variaties zijn een kernteam van drie waar later meerdere extra rangers bij komen. Sinds Power Rangers: Zeo hebben de rangers die pas later in het team komen andere morphers dan de rangers die in het hoofdteam zitten, en een eigen transformatiefilmpje als ze transformeren in een ranger. De extra nieuwe rangers die pas later in het seizoen rangers worden zijn vrijwel altijd mannelijk. De twee keren dat een vrouw een nieuwe ranger werd na aflevering één waren, Kat, die de roze ranger werd in seizoen 13 en Gemma die in seizoen 17 de zilveren ranger werd.
Rangers zijn vrijwel altijd gebonden aan regels. Zo mogen ze vaak hun ware identiteit niet onthullen, hun rangerkrachten niet voor persoonlijk gewin gebruiken, en geen gevecht laten escaleren. Onder dat laatste wordt verstaan dat ze bijvoorbeeld hun zords alleen mogen oproepen indien een vijand hen daartoe dwingt, niet om zelf mee ten strijde te trekken.
Het wapenarsenaal van een rangerteam bestaat vaak uit een standaard wapen dat door alle rangers wordt gedragen (meestal een zwaard-lasercombinatie), en een persoonlijk wapen voor elke ranger. Deze persoonlijke wapens kunnen vaak ook nog combineren tot een superwapen.
Vaak gaan het gehele wapenarsenaal en de krachten van een ranger verloren in de finale van een serie.

### Kleuren
Elke ranger heeft zijn eigen specifieke kleur kostuum. De kleuren rood, geel en blauw zijn de “primaire” kleuren die in elk team voorkomen. Meestal komt elke kleur maar 1 keer voor in het team. Vaak draagt een ranger in het dagelijks leven ook kleding in dezelfde kleur als zijn rangerkostuum.
- Rood: een van de drie primaire kleuren. Rode rangers komen in elk seizoen voor, en zijn altijd lid van het hoofdteam. De rode ranger is meestal de teamleider (met uitzondering van Rocky DeSantos, Aurico, Wesley Collins, Conner McKnight en Mack Hartford) en ontvangt om die reden vaak ook de sterkste wapens. De meeste rode rangers vechten met een zwaard. Sinds Power Rangers in Space krijgt de rode ranger later in het seizoen een speciaal wapen genaamd een Battlizer. De rode ranger is in principe altijd een man. De enige vrouwelijke rode rangers tot dusver waren de leider van de A-Squad Rangers uit Power Rangers S.P.D. en Lauren Shiba uit Power Rangers Samurai die de daadwerkelijke rode ranger is in die serie.
- Geel: een van de drie primaire kleuren. Gele rangers komen in elk seizoen voor behalve in Power Rangers Dino Charge en Power Rangers Super Dino Charge, en zijn altijd lid van het hoofdteam. Een gele ranger kan zowel een man als een vrouw zijn, maar vrouwelijke gele rangers zijn in de meerderheid. De gele ranger heeft niet echt een specifieke rol in het team, behalve Taylor uit Power Rangers: Wild Force (zij was de teamleider voordat Cole, de rode ranger, kwam). Gele rangers vechten meestal met een set kleine handwapens zoals dolken.
- Blauw: een van de drie primaire kleuren. Blauwe rangers komen in elk seizoen voor, en zijn altijd lid van het hoofdteam. Een blauwe ranger kan zowel een man als een vrouw zijn, maar mannelijke blauwe rangers zijn in de meerderheid. Mannelijke blauwe rangers dragen over het algemeen een donkerdere tint blauw dan vrouwelijke blauwe rangers. De blauwe ranger is meestal de co-leider van het team, en een van de slimste teamleden.
- Roze: Na rood, geel en blauw de meest gebruikte kleur. Een roze ranger is altijd een vrouw, en altijd lid van het hoofdteam. De roze ranger heeft vaak geen specifieke rol in een team, met uitzondering van Jen Scotts uit Power Rangers: Time Force (zij was de teamleider in die serie).
- Zwart: een wat minder gebruikte kleur. Meestal wisselen zwart en groen elkaar om het seizoen af. Een zwarte ranger is altijd een man. De kleur zwart kan zowel voor een ranger uit het hoofdteam, als voor een speciale ranger die later bij het team komt worden gebruikt.
- Groen: een wat minder gebruikte kleur. Net als bij zwart geldt dat de groene ranger altijd een man is, en dat deze kleur zowel voor een ranger uit het hoofdteam als voor een extra ranger kan worden gebruikt.
- Wit: een van de minst gebruikte kleuren. Een witte ranger kan zowel een man als een vrouw zijn. Mannelijke witte rangers zijn altijd speciale rangers die pas later bij een team komen. Zij vechten doorgaans met een zwaard. Vrouwelijke witte rangers zijn meestal lid van het hoofdteam, en dienen als vervanger van de roze ranger. Alleen Udonna uit Power Rangers: Mystic Force was een witte vrouwelijke ranger die niet bij het hoofdteam hoorde.
- Overig: regelmatig komen er rangers voor die buiten de zeven hoofdkleuren vallen. Zij worden soms ook wel “zesde rangers” genoemd daar ze meestal een aanvulling vormen op het hoofdteam van vijf, maar deze term is incorrect daar een zesde teamlid ook een van bovengenoemde kleuren kan hebben. Enkele voorbeelden zijn goud, zilver en titanium.

Een overzicht van de kleuren per seizoen:
| #  | Series                                       | Rood   | Geel   | Blauw  | Roze | Zwart | Groen | Wit | Overig        |
| -- | -------------------------------------------- | ------ | ------ | ------ | ---- | ----- | ----- | --- | ------------- |
| 1  | Mighty Morphin Power Rangers (Seizoen 1 & 2) | ✔      | ✔      | ✔      | ✔    | ✔     | ✔     |     |               |
| 2  | Mighty Morphin Power Rangers (Seizoen 2 & 3) | ✔      | ✔      | ✔      | ✔    | ✔     | ✔     | ✔   |               |
| 3  | Mighty Morphin Alien Rangers                 | ✔      | ✔      | ✔      |      | ✔     |       | ✔   |               |
| 4  | Power Rangers: Zeo                           | ✔      | ✔      | ✔      | ✔    |       | ✔     |     | ✔             |
| 5  | Power Rangers: Turbo                         | ✔      | ✔      | ✔      | ✔    |       | ✔     |     | ✔             |
| 6  | Power Rangers in Space                       | ✔      | ✔      | ✔      | ✔    | ✔     |       |     | ✔             |
| 7  | Power Rangers: Lost Galaxy                   | ✔      | ✔      | ✔      | ✔    |       | ✔     |     | ✔             |
| 8  | Power Rangers: Lightspeed Rescue             | ✔      | ✔      | ✔      | ✔    |       | ✔     |     | ✔             |
| 9  | Power Rangers: Time Force                    | ✔ (2x) | ✔      | ✔      | ✔    |       | ✔     |     |               |
| 10 | Power Rangers: Wild Force                    | ✔      | ✔      | ✔      |      | ✔     |       | ✔   | ✔             |
| 11 | Power Rangers: Ninja Storm                   | ✔      | ✔      | ✔      |      |       | ✔     |     | ✔ (2x)        |
| 12 | Power Rangers: Dino Thunder                  | ✔      | ✔      | ✔      |      | ✔     |       | ✔   |               |
| 13 | Power Rangers: S.P.D.                        | ✔      | ✔      | ✔      | ✔    | ✔     | ✔     | ✔   | ✔             |
| 14 | Power Rangers: Mystic Force                  | ✔      | ✔      | ✔      | ✔    |       | ✔     | ✔   | ✔             |
| 15 | Power Rangers: Operation Overdrive           | ✔      | ✔      | ✔      | ✔    | ✔     |       |     | ✔             |
| 16 | Power Rangers: Jungle Fury                   | ✔ (2x) | ✔ (2x) | ✔ (2x) |      | ✔     | ✔     | ✔   | ✔             |
| 17 | Power Rangers: R.P.M.                        | ✔      | ✔      | ✔      |      | ✔     | ✔     |     | ✔(2x)         |
| 18 | Power Rangers: Samurai                       | ✔      | ✔      | ✔      | ✔    |       | ✔     |     | ✔             |
| 19 | Power Rangers Super Samurai                  | ✔      | ✔      | ✔      | ✔    |       | ✔     |     | ✔             |
| 20 | Power Rangers Megaforce                      | ✔      | ✔      | ✔      | ✔    | ✔     |       |     | ✔             |
| 21 | Power Rangers Super Megaforce                | ✔      | ✔      | ✔      | ✔    |       | ✔     |     | ✔(2x)         |
| 22 | Power Rangers Dino Charge                    | ✔      | ✔      | ✔      | ✔    |       | ✔     |     |               |
| 23 | Power Rangers Dino Super Charge              | ✔      | ✔      | ✔      | ✔    | ✔     | ✔     |     | ✔(5x)         |
| 24 | Power Rangers Ninja Steel                    | ✔      | ✔      | ✔      | ✔    |       |       | ✔   | ✔             |
| 25 | Power Rangers Beast Morphers                 | ✔      | ✔      | ✔      |      | ✔     |       | ✔   | ✔ Goud/Zilver |
| 26 | Power Rangers Dino Fury                      |        |        |        |      |       |       |     |               |

### Zords
Kenmerkend voor een Power Rangers-serie zijn de kolossale gevechtsmachines waarmee de rangers reusachtige vijanden bevechten. Deze zords zijn overgenomen van de mecha uit Super Sentai, en komen meestal voor aan het einde van een aflevering.

## Kritiek
- Saban kreeg in het begin veel kritiek over het feit dat het acteurs gebruikte die geen lid waren van de SAG, en over de eenzijdige contracten die het hun bood.
- Veel mensen vonden dat de Power Rangers vaak onnodig veel geweld gebruikten.
- Er kwamen veel klachten binnen over de vocale muziek die tijdens vechtscènes in Mighty Morphin' Power Rangers werd gebruikt. Ze zouden té sadistische tekst bevatten voor een serie gericht op kinderen.
- Veel oudere fans vinden het jammer dat de serie geen vaste verhaallijn meer heeft die van seizoen op seizoen doorloopt (met in de latere seizoenen regelmatig gastoptredens van vijanden en helden uit de oudere seizoenen).
- Veel Tokusatsu-fans (de verzamelnaam voor Japanse superhelden shows zoals Super Sentai) hebben ook kritiek op Power Rangers. Volgens hen maakt Power Rangers niet alleen Super Sentai belachelijk maar ook andere eraan verbonden shows zoals Ultraman en Kamen Rider.

## Uitzendingen in Nederland en België
De series Mighty Morphin Power Rangers t/m Power Rangers: Wild Force zijn ook in Nederland uitgezonden in originele Engelstalige versie. Power Rangers: Ninja Storm werd aanvankelijk ook in Nederland uitgezonden, maar stopte halverwege. Verder is Power Rangers: Operation Overdrive in Nederland uitgezonden in nagesynchroniseerde versie. Power Rangers Samurai was in 2012 in nagesynchroniseerde versie te zien op Nickelodeon. Tegenwoordig worden de nieuwe seizoenen in nagesynchroniseerde versie uitgezonden tijdens het ochtendprogramma van RTL 7.
In Vlaanderen werd alles tot en met de reeks Power Rangers R.P.M. vertoond op VTMmet ondertiteling. Sinds Nickelodeon de rechten heeft overgekocht is VTM hiermee (moeten) stoppen.
Anno 1996 keken gemiddeld 200.000 mensen naar de Nederlandse uitzendingen van de eerste seizoenen Mighty Morphin' Power Rangers op RTL 5. De serie was deel van uitzendblokken met titels als 'Powertime' en 'Summertime', vergelijkbaar met het huidige Zappelin van Nederland 3 en RTL Telekids. Ook was de serie te zien op RTL 4 (Telekids) en RTL Veronica. 24/02/96, Volkskrant.

## Trivia
- Acteur Jason David Frank heeft in meer afleveringen gespeeld dan enig andere Power Rangers-acteur. Zijn personage Tommy Oliver heeft ook de meeste verschillende kleuren gedragen: groen, wit, twee keer rood en zwart.
- In Japan wordt Power Rangers ook uitgezonden, maar nagesynchroniseerd. De stemacteurs hiervoor zijn meestal castleden van de Super Sentai-series.
- Hoewel Power Rangers een tijdje na de eerste uitzending wel op kinderen gericht bleek te zijn, omschreven een aantal Amerikaanse tijdschriften de serie, voor de eerste uitzending, als een 'tienerserie'.
- De acteurs die het langste meegingen en in de meeste afleveringen voorkwamen als niet-rangerpersonages, waren Paul Schrier en Jason Narvy, in hun rollen als Bulk en Skull. Ze waren samen in totaal 6 jaar in de serie te zien in zo'n 250 tot 300 afleveringen en beide films. Jason Narvy hield er na seizoen 6 (1998) mee op (hoewel hij nog een kleine verschijning van een paar seconden had in de eerste aflevering van Lost Galaxy), maar Paul Schrier deed ook mee in seizoen 7 (1999). Verder kwamen ze beiden nog eens terug voor de speciale reünie-aflevering Forever Red, in seizoen 10 (2002).
- Hoewel Power Rangers sinds 2002 wordt opgenomen in Nieuw-Zeeland, is de serie daar vrijwel nooit op tv vertoond. Alleen in 1993 werd Power Rangers even uitgezonden in Nieuw-Zeeland, maar de Broadcasting Standards Authority vond de serie te gewelddadig.[2]
- In vrijwel elke aflevering draagt een ranger een keer kleding in de kleur van zijn/haar rangerkostuum, in sommige gevallen is dat niet zo bijvoorbeeld bij de introductie van nieuwe rangers, dat ze een moeilijke kleur hebben (Goud, Zilver) of dat ze een speciaal trainingsuniform hebben.